# Liv e Maddie (1.ª temporada)
A primeira temporada de Liv and Maddie estreou em 15 de setembro de 2013 nos Estados Unidos, em 22 de Fevereiro de 2014 no Brasil e a 31 de Janeiro de 2014 em Portugal.

## Elenco

### Principal
- Dove Cameron como Liv and Maddie Rooney
- Joey Bragg como Joey Rooney
- Tenzing Norgay Trainor como Parker Rooney
- Kali Rocha como Karen Rooney
- Benjamin King como Pete Rooney

## Episódios
| # | #  | Título                                                                                   | Dirigido por | Escrito por                                         | Datas de estreias                                                     | Código | Audiência (em milhões) |
| --- | -- | ---------------------------------------------------------------------------------------- | ------------ | --------------------------------------------------- | --------------------------------------------------------------------- | ------ | ---------------------- |
| 1 | 1  | "As Gêmeas Rooney (BR) O Regresso da Gémea (PT)" "Twin-A-Rooney"                         | Andy Fickman | John D. Beck e Ron Hart                             | 19 de julho de 2013 31 de dezembro de 2013 31 de janeiro de 2014      | 101    | 5.80                   |
| Depois de quatro longos anos, as irmãs gêmeas Liv e Maddie finalmente reencontram-se quando Liv retorna para casa para Wisconsin depois de estrelar num seriado musical em Hollywood. |    |                                                                                          |              |                                                     |                                                                       |        |                        |
| 2 | 2  | "O Time Rooney (BR) A Equipa Rooney (PT)" "Team-A-Rooney"                                | Andy Fickman | John D. Beck e Ron Hart                             | 15 de setembro de 2013 23 de fevereiro de 2014 7 de fevereiro de 2014 | 102    | 3.60                   |
| O diretor da escola, de repente anuncia cortes no orçamento, negando qualquer possibilidade de novos uniformes ou viagens para torneios para os times femininos do colégio. Assim que Maddie exprime a sua preocupação, ela descobre a falta de apoio da equipe. Em um esforço para melhorar suas habilidades de liderança, Liv se oferece para se juntar à equipe para ajudar a demonstrar novas habilidades para Maddie. Enquanto isso, Parker traz para casa tarântulas da escola, que de repente fogem, e Joey ajuda Parker á procurá-las.                                                                   |    |                                                                                          |              |                                                     |                                                                       |        |                        |
| 3 | 3  | "A Festa Rooney (BR) Festa de Pijama (PT)" "Sleep-A-Rooney"                              | Andy Fickman | John Peaslee                                        | 22 de setembro de 2013 1 de março de 2014 21 de fevereiro de 2014     | 107    | 3.00                   |
| Liv está preocupada porque perdeu parte da infância de seu irmão mais novo, Parker. Sabendo que Maddie tem um melhor relacionamento com Parker, Liv pede para ela lhe ajudar. Então, Liv decide ajudar Parker com sua festa do pijama, porém, nem tudo sai como o esperado... |    |                                                                                          |              |                                                     |                                                                       |        |                        |
| 4 | 4  | "Problemas com os Rooney (BR) O Roubo (PT)" "Steal-A-Rooney"                             | Andy Fickman | John D. Beck e Ron Hart                             | 29 de setembro de 2013 2 de março de 2014 28 de fevereiro de 2014     | 104    | 2.94                   |
| Maddie ficou excessivamente envolvida em sua posição como capitã da equipe de basquete, e Liv tomou conhecimento e considera fazer novos amigos na escola. Enquanto isso, Joey assume uma posição na praça de alimentação do shopping, com um esforço para pagar a conta do seu novo celular. |    |                                                                                          |              |                                                     |                                                                       |        |                        |
| 5 | 5  | "Canguru da Rooney (BR) Cangu-Rooney (PT)" "Kang-A-Rooney"                               | Andy Fickman | David Monahan                                       | 6 de outubro de 2013 13 de outubro de 2014 28 de outubro de 2014      | 105    | 3.18                   |
| É Halloween, e Maddie é convidada para participar do concurso de fantasias por sua paixão, Diggie. Joey está interessado na garota nova na escola e Maddie sugere que ele pratique conversando com outras meninas antes de se aproximar de sua paixão. Então ele pede ajuda a sua irmã, Liv. Enquanto isso, Parker descobre uma boneca palhaço que pertenceu a Karen. |    |                                                                                          |              |                                                     |                                                                       |        |                        |
| 6 | 6  | "Skatista Rooney (BR) Gémeas do Skate (PT)" "Skate-A-Rooney"                             | Andy Fickman | John D. Beck e Ron Hart                             | 13 de outubro de 2013 8 de março de 2014 14 de março de 2014          | 103    | 2.91                   |
| O namorado de Liv de Hollywood é um skatista profissional, e está na cidade para participar de uma competição local para o qual Liv é convidada para ser uma jurada celebridade. Infelizmente, Liv recebe um texto de seu namorado dizendo que quer terminar o namoro. Maddie, no entanto, diz que a melhor maneira de superar uma separação é buscar vingança. Enquanto isso, Joey e Parker conhecem outro skatista profissional e acabam descobrindo que ele é um amigo de infância de Joey. |    |                                                                                          |              |                                                     |                                                                       |        |                        |
| 7 | 7  | "Disputa Entre as Rooney (BR) Jogos Perigosos (PT)" "Dodge-A-Rooney"                     | Andy Fickman | Heather MacGillvray e Linda Mathious                | 3 de novembro de 2013 9 de março de 2014 21 de março de 2014          | 108    | 3.32                   |
| Apesar de trabalhar como psicóloga da escola, Karen, também tem a posição de atribuir projetos de serviços comunitários. Liv não está feliz com o trabalho atribuído a ela, e decide trabalhar no Centro do Idoso com Maddie. Enquanto isso, Joey fica em apuros enquanto estava de guarda sobre o mascote da escola e implora a Parker por sua ajuda. |    |                                                                                          |              |                                                     |                                                                       |        |                        |
| 8 | 8  | "Cérebro da Rooney (BR) Cérebro Rooney (PT)" "Brain-A-Rooney"                            | Andy Fickman | Linda Mathious e Heather MacGillvray                | 10 de novembro de 2013 15 de março de 2014 4 de abril de 2014         | 113    | 3.01                   |
| As Olimpíadas anuais "cérebro" estão chegando e Joey tem a intenção de formar uma equipe, na esperança de ganhar. Liv, em um esforço para lançar parte de sua imagem feminina, convence Joey a deixá-la se juntar à equipe. Na competição, cada equipe tem que construir uma máquina de Rube Goldberg, mas quando Joey pensa que ela não é inteligente o bastante, Liv decide construir a sua própria máquina. Enquanto isso, Maddie tem um estaleiro a venda para arrecadar fundos para a viagem do clube francês para Montreal, e uma memória de infância inestimável acidentalmente é vendida.                |    |                                                                                          |              |                                                     |                                                                       |        |                        |
| 9 | 9  | "Os 16 Anos das Rooneys (BR) O Aniversário (PT)" "Sweet 16-A-Rooney"                     | Andy Fickman | Sylvia Green                                        | 24 de novembro de 2013 16 de março de 2014 9 de maio de 2014          | 106    | 3.27                   |
| É o aniversário de 16 anos de Liv e Maddie, e as duas meninas têm uma diferença de opinião sobre as idéias da festa de aniversário. Infelizmente, Karen tem mantido um segredo sobre as gêmeas: elas nasceram em dias diferentes, sendo que Liv nasceu dia 5 às 23:56 e Maddie nasceu no dia 6 às 00:02. Maddie fica arrasada, pois descobriu que seu número da sorte, 5, era na verdade uma fraude. Então, Liv decide dar uma festa surpresa para Maddie à meia-noite, e convida os amigos mais próximos de Maddie para levá-la para um jantar amigável, fazendo Maddie pensar que a festa foi apenas para Liv. |    |                                                                                          |              |                                                     |                                                                       |        |                        |
| 10 | 10 | "O Natal dos Rooney (BR) Fa la la Rooney (PT)" "Fa La La La-A-Rooney"                    | Andy Fickman | Sylvia Green                                        | 1 de dezembro de 2013 6 de dezembro de 2014 Dezembro de 2014          | 111    | 3.11                   |
| O evento anual natalino Stevens Point Holiday Spectacular está chegando, e Liv é convidada para participar do evento televisionado. Ela é encarregada de fazer uma dupla com uma pequena garotinha aspirante a cantora. Porém, logo Liv percebe que a garotinha não é tão dócil assim. Além disso, Pete e Maddie estão encarregados de decorar a árvore de Natal da cidade. Enquanto isso, Parker, vestido de elfo, pega o dinheiro de Joey que está trabalhando como Papai Noel, a fim de comprar um presente caro.                                                                                             |    |                                                                                          |              |                                                     |                                                                       |        |                        |
| 11 | 11 | "A Troca Rooney (BR) Troca de Gémeas (PT)" "Switch-A-Rooney"                             | Andy Fickman | Danielle Hoover e David Monohan                     | 17 de janeiro de 2014 29 de março de 2014 25 de abril de 2014         | 109    | 3.18                   |
| Depois de Maddie falhar em seu teste de condução e Liv se oferecer para o papel principal em um filme de ficção científica, as gêmeas Rooney decidem trocar de lugar. Liv concorda em retomar o teste de Maddie para ela e Maddie concorda em fingir ser Liv em uma sessão de autógrafos de DVD para convencer os fãs da série de livros que ela está em forma para o papel. Embora as coisas funcionam muito bem em fim de Maddie, Liv perde o controle de seu carro quando ela é forçada a colocar os óculos de Maddie. Enquanto isso, Diggie tenta ganhar a aprovação de Pete.                                |    |                                                                                          |              |                                                     |                                                                       |        |                        |
| 12 | 12 | "O Corte Do Rooney (BR) Pai Abandonado (PT)" "Dump-A-Rooney"                             | Andy Fickman | John D. Beck e Ron Hart                             | 26 de janeiro de 2014 26 de março de 2014 27 de junho de 2014         | 110    | 2.63                   |
| Maddie e Pete se inscrevem para participar de um torneio de basquete de dois contra dois. Contudo, as competências de Pete são um pouco enferrujadas, e Maddie teme perder. Enquanto isso, Liv ganha o papel principal na peça da escola de uma mulher impulsionada como dona de casa, uma caracterização semelhante a Karen. Estrelas convidadas: Dwight Howard como Bernard |    |                                                                                          |              |                                                     |                                                                       |        |                        |
| 13 | 13 | "A Mudança dos Rooney (BR) A Mudança (PT)" "Move-A-Rooney"                               | Andy Fickman | Ernie Bustamante                                    | 9 de fevereiro de 2014 11 de maio de 2014 18 de julho de 2014         | 112    | 2.72                   |
| Pete descobre que a casa está infestada de cupins, então Karen e Pete procuram por um hotel, e as crianças pensam que eles estão se mudando para Madison. Então, cada uma das crianças gasta seu último dia na cidade fazendo algo especial: Liv finge que está doente para se despedir da casa, Maddie tenta finalmente dizer a Diggy que gosta dele, Parker tenta tapar todos os túneis que fez pela casa e Joey e Artie fazem uma aposta ao construir foguetes. |    |                                                                                          |              |                                                     |                                                                       |        |                        |
| 14 | 14 | "A Baixa da Willow (PT) Willow amando um Rooney' (BR)" "Slump-A-Rooney"                  | Andy Fickman | John Peaslee                                        | 9 de março de 2014 17 de maio de 2014 22 de agosto de 2014            | 114    | 2.12                   |
| Maddie e Willow estão animadas para experimentar o time de softball da escola, mas Maddie, percebe que Willow está distraída, porque ela não consegue parar de pensar em Joey. Liv então sugere que ela mande um bilhete de amor para ele, como se fosse uma admiradora secreta. Enquanto isso, Liv vai fazer uma participação especial na TV para promover seu novo filme, mas acidentalmente Liv troca a maquiagem permanente, para cola permanente. Além disso, Parker ajuda Evan a conseguir sua faixa azul para o karatê.                                                                                   |    |                                                                                          |              |                                                     |                                                                       |        |                        |
| 15 | 15 | "Mães das Rooney (BR) Mãe Rooney (PT)" "Moms-A-Rooney"                                   | Andy Fickman | Jenny Keene                                         | 16 de março de 2014 13 de setembro de 2014 2 de maio de 2014          | 115    | 2.42                   |
| Liv fica com ciúmes quando ela descobre que Karen e Maddie irão em um fim de semana de mãe e filha, e Karen não á convidou. Então, ela convida a mãe dela na sua série "Cante Alto!" para ajudar a interromper o passeio de Karen a Maddie. Liv acaba sendo coberta por sanguessugas, e, isso permite que Karen cuide de sua filha doente. Enquanto isso, com as meninas Rooney fora de casa, Joey e Parker usam a casa para hospedar passeios para os fãs de Liv. |    |                                                                                          |              |                                                     |                                                                       |        |                        |
| 16 | 16 | "Os Sapatos da Rooney (BR) Sapatos Rooney (PT)" "Shoe-A-Rooney"                          | Andy Fickman | William Luke Schreiber                              | 6 de abril de 2014 2 de janeiro de 2015 26 de setembro de 2014        | 117    | 2.13                   |
| A fim de ajudar Maddie "abraçar seu brilho interior", Liv faz Maddie experimentar o par perfeito de sapatos. Maddie se torna viciada nos sapatos, o que tem consequências involuntárias, quando suas prioridades começam a mudar. Enquanto isso, Joey recruta Diggie para treiná-lo para a corrida cronometrada, a fim de manter o sua média perfeita e Parker tenta ensinar o seu método para evitar o trabalho a Evan enquanto ele está hospedado na Casa Rooney. |    |                                                                                          |              |                                                     |                                                                       |        |                        |
| 17 | 17 | "O uivo da Rooney (BR) Uiva Rooney (PT)" "Howl-A-Rooney"                                 | Andy Fickman | Danielle Hoover e David Monahan                     | 13 de abril de 2014 31 de maio de 2014 15 de setembro de 2014         | 116    | 2.15                   |
| O papel desejado de Tristan em "Lobos do Espaço" foi reduzido a Liv e dois outros atores, então ela precisa aprender a uivar para conseguir o papel. Estrelas convidadas: Kel Mitchell como "Q-Pop" e Laura Marano como Presas Woulfert |    |                                                                                          |              |                                                     |                                                                       |        |                        |
| 18 | 18 | "O Passado das Rooney (BR) Passado Rooney (PT)" "Flashback-A-Rooney"                     | Andy Fickman | Sylvia Green                                        | 4 de maio de 2014 20 de janeiro de 2015 7 de novembro de 2014         | 118    | 1.84                   |
| Maddie aguarda ansiosamente a chegada de uma carta das Olimpíadas Junior. Porém, se passar, Maddie ficará fora por um ano. Quando Liv pega a carta e descobre que Maddie foi selecionada, ela tenta esconder, porque não quer perder mais tempo longe da irmã. |    |                                                                                          |              |                                                     |                                                                       |        |                        |
| 19 | 19 | "A Melhor Amiga da Rooney (BR) Melhor Amiga Rooney (PT)" "BFF-A-Rooney"                  | Andy Fickman | Kali Rocha e Johnathan McClain                      | 22 de junho de 2014 21 de janeiro de 2015 14 de novembro de 2014      | 119    | N/A                    |
| Maddie sente ciúme quando a melhor amiga de Liv de Hollywood, South Salamanca, vem visitá-la e flerta com Diggie. Estrelas convidadas: Raquel Castro como South Salamanca |    |                                                                                          |              |                                                     |                                                                       |        |                        |
| 20 | 20 | "A Música da Rooney (BR) Canção Rooney (PT)" "Song-A-Rooney"                             | Andy Fickman | Sylvia Green e Linda Mathious e Heather MacGillvray | 29 de junho de 2014 22 de janeiro de 2015 28 de novembro de 2014      | 120    | 1.97                   |
| A nova empresária de Liv tem um enorme passo na direção errada, fazendo com que seu mais recente single o "Frolo Yolo", seja um hit viral por todas as razões erradas. Para provar que é uma cantora séria, Liv tenta compor uma música. Porém, ela fica sem inspiração, e acaba a encontrando no diário pessoal de Maddie. Enquanto isso, Maddie arruma um emprego na lanchonete em que Diggy trabalha, para passar mais tempo com ele. Entretanto, os dois percebem que odeiam trabalhar juntos. |    |                                                                                          |              |                                                     |                                                                       |        |                        |
| 21 | 21 | "Lobisomens do Espaço Rooney (BR) Lobos Espaciais Rooney (PT)" "Space-Werewolf-A-Rooney" | Andy Fickman | John D. Beck e Ron Hart                             | 27 de julho de 2014 23 de janeiro de 2015 17 de novembro de 2014      | 121    | N/A                    |
| Para provar aos céticos que ela se destina a estrelar em "Lobos do Espaço", Liv concorda em fazer todas as suas próprias cenas de ação, não percebendo exatamente como elas são complicadas e perigosas. Maddie rompe um ligamento do joelho e precisa de cirurgia, portanto, não é capaz de jogar no campeonato ou ir para a Olimpíada Júnior. Estrelas convidadas: Garry Marshall como Vic DeFazerelli |    |                                                                                          |              |                                                     |                                                                       |        |                        |